# Nabój 7,5 × 54 mm MAS
7,5 × 54 mm MAS (7,5 × 54 mm Mle1929C) – francuski nabój karabinowy. Przepisowy nabój armii francuskiej od 1924 do lat 80. XX wieku.

## Historia
W czasie pierwszej wojny światowej armia francuska używała karabinów Lebel Mle1886 i Berthier Mle1907 kalibru 8 × 50 mm R. Wady tej amunicji (stożkowy kształt, wystająca kryza) sprawiły, że postanowiono opracować nową amunicję karabinową.
Po kilku latach do eksploatacji wprowadzono nowy nabój 7,5 × 58 mm Mle1924C i eksperymentalna wersję karabinu Lebela oznaczoną jako Mle1886/93 M27. Nowa amunicja miała dobre parametry balistyczne, ale jedną poważną wadę. Jego wymiary zewnętrzne były na tyle zbliżone do niemieckiego naboju 7,92 × 57 mm Mauser, że możliwe było omyłkowe załadowanie i odpalenie naboju niemieckiego. Ponieważ kaliber pocisku niemieckiego był większy, zagważdżał on lufę, a wzrastające ciśnienie gazów prochowych niszczyło broń. Dlatego nabój przeprojektowano (największą zmianą było skrócenie łuski) i ponownie wprowadzono jako 7,5 × 54 mm Mle1929C.
Po II wojnie światowej nabój Mle 1924 był używany we Francji i byłych koloniach francuskich. Obecnie produkowany w wytwórniach państwowych oraz w firmach Gevelot i GIAT, a także w celach handlowych przez belgijską firmę FN.
Nabój Mle 1929C był używany do lat 80., kiedy zastąpił go nabój 7,62 × 51 mm NATO.

## Wersje

### Francja
- Mle 1929 O – pocisk zwykły z rdzeniem ołowianym (masa pocisku 9,07 g, prędkość początkowa 703 m/s)
- Mle G. 59 – pocisk smugowy z rdzeniem ołowianym (masa pocisku 9,07 g)
- Mle 1949 P – pocisk przeciwpancerny z rdzeniem stalowym (masa pocisku 9,4 g)
- Mle 1949 A TP – pocisk przeciwpancerno-smugowy

### Belgia
- pocisk zwykły o masie 9 g i prędkości początkowej 845 m/s